# Вейв-Гілл (Нью-Йорк)

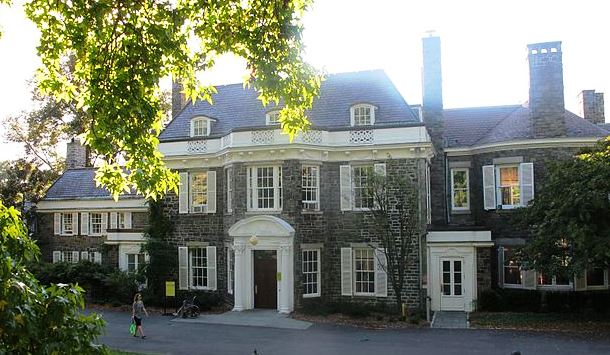
Садиба Вейв-Гілл

Вейв-Гілл — це садиба площею 28 акрів (11 га), що складається з громадських садів і культурного центру. Ділянка розташована в Гадсон-Гілл (околиця Рівердейла в Бронксі, Нью-Йорк). Вона розташована на схилі з видом на річку Гудзон і Палісади Нью-Джерсі. Парк внесений до Національного реєстру історичних місць США (офіційний перелік пам'яток історії, що ведеться федеральним урядом США). В галереї Гліндор, а також в парку демонструються експонати образотворчого мистецтва.

## Історія
З початку Вейв-Гілл був сірим особняком із щебеню, який був збудований в 1843 році Вільямом Леві Моррісоном. З 1866 по 1903 р. будинок належав видавцеві Вільяму Генрі Еплтону, який з 1866 по 1869, та у 1890 році розширював його та додав до ділянок землі навколо будинку оранжереї та сади. Протягом цих років будинок відвідав Томас Генрі Гакслі, який допоміг Чарльзу Дарвіну довести теорію еволюційного вчення. Сім'я Теодора Рузвельта орендувала Вейв-Гілл протягом літніх сезонів з 1870 по 1871, а з 1901 по 1903 його винаймав Марк Твен.
У 1903 році будинок придбав Джордж Перкінс (працівник американського банку J. P. Morgan). По сусідству з ним розташований маєток, побудований сім'єю Гарріман у 1888 році(включає галерею Гліндор), який пізніше згорів, але був відновлений в 1927 році.
У 1910 році Перкінс додав підземне приміщення для відпочинку, у якому розташовувалась доріжка для боулінгу.
Іншими відомими орендаторами садиби були диригент Артуро Тосканіні (1942—1945) і провідні члени британської делегації Організації Об'єднаних Націй (1950—1956). У 1960 році, за пропозицією Роберта Мозеса, родина Перкінсів-Фріменів передала будинок до надбань Нью-Йорка. У 1983 році садиба була додана до офіційного переліку пам'яток історії, що ведеться федеральним урядом США.
У 2005 році сад опинився серед 406 нью-йоркських мистецьких і громадських установ, які отримали грант у розмірі 20 мільйонів доларів від корпорації Карнегі (цільовий благодійний фонд, заснований в 1911 році), який став можливим завдяки пожертвуванням мера Нью-Йорка Майкла Блумберга.

## Галерея

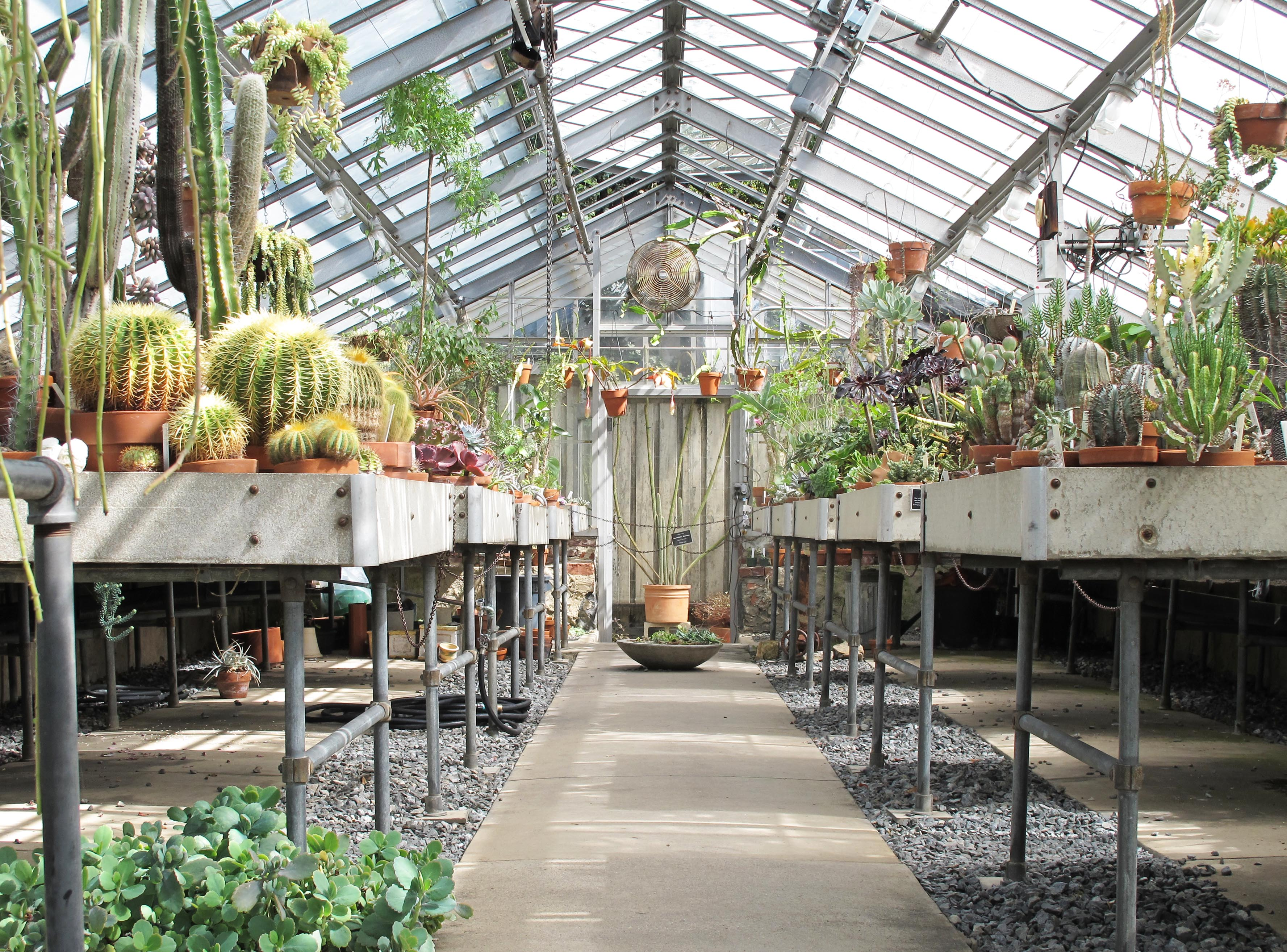
Колекція кактусів та суккулентів
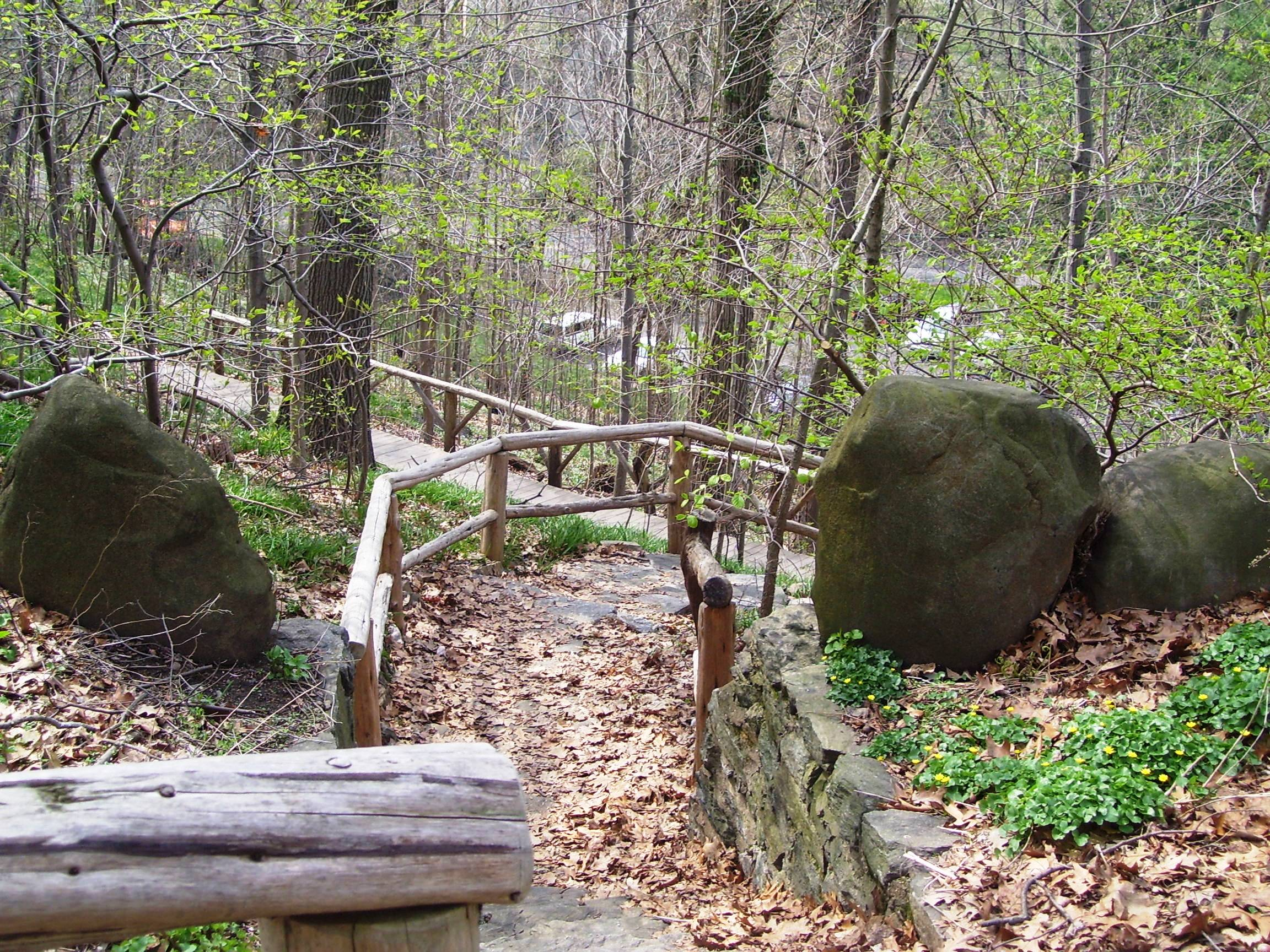
Доріжка через ліс Абронсів
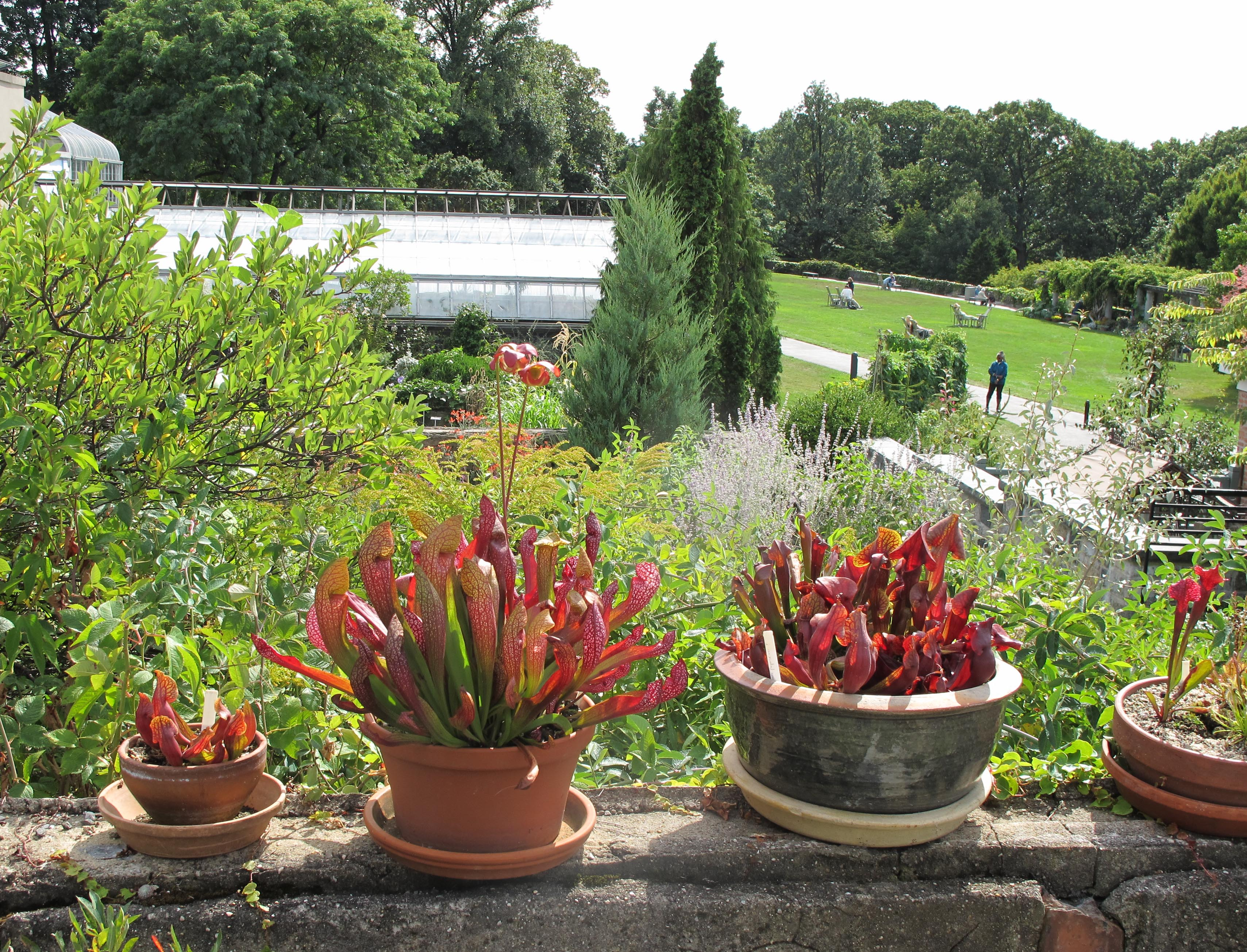
Краєвид Вейв-Гілл з комахоїдними рослинами на передньому плані
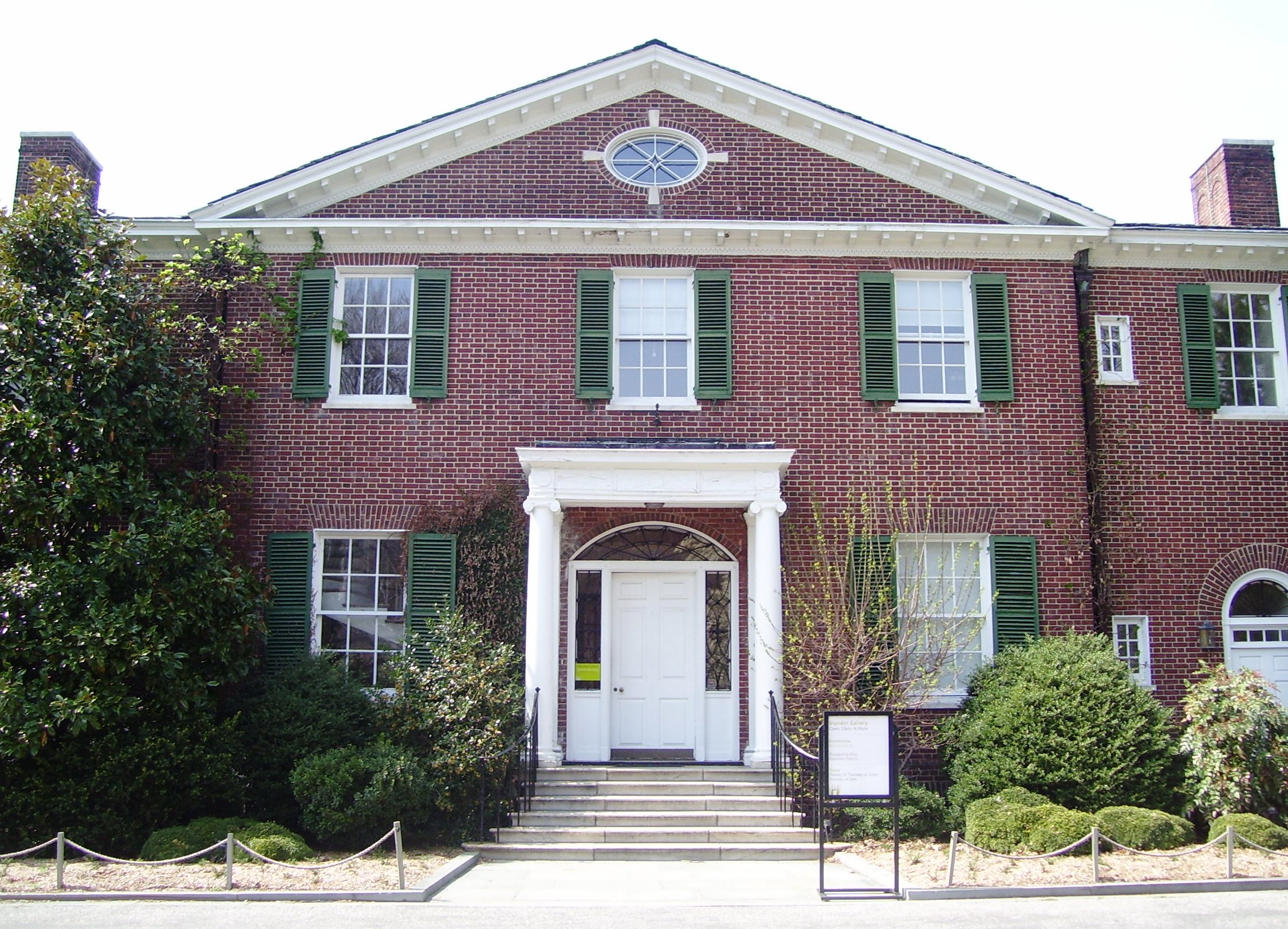
Будинок Гліндор
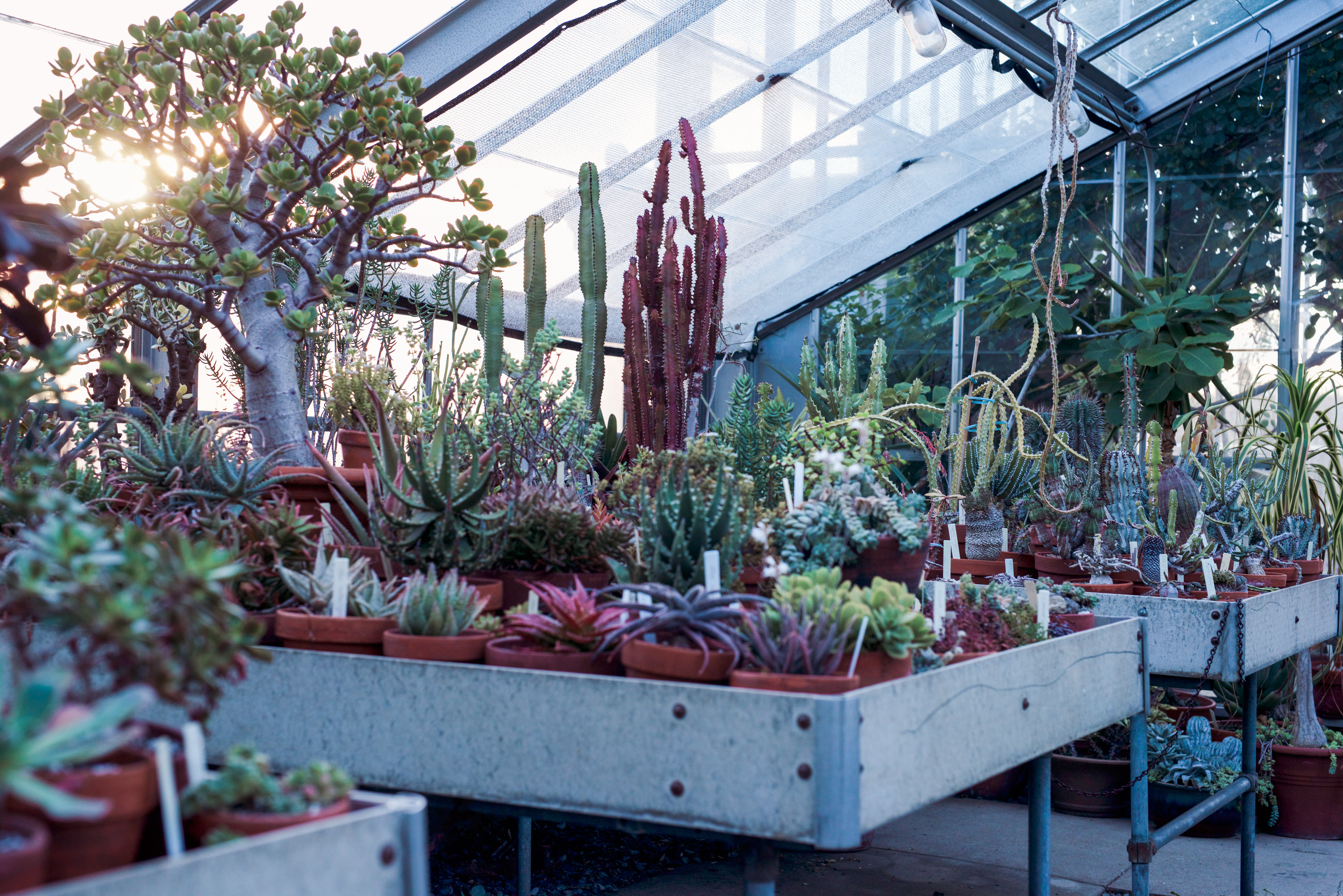
Оранжерея Марко Поло у Вейв-Гілл
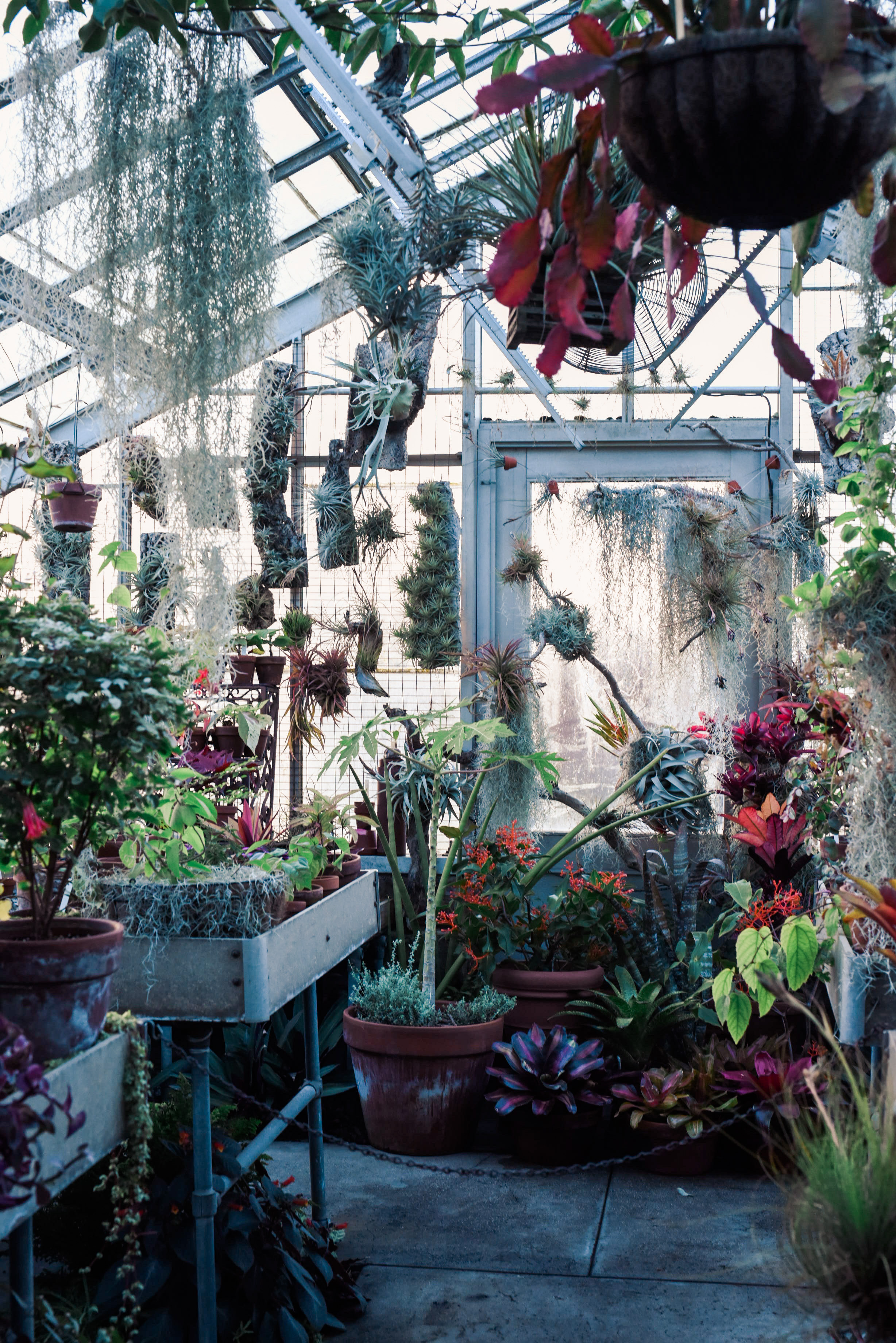
Оранжерея (2)